# Baxinger
Galactic Gale Baxingar (銀河烈風バクシンガー Ginga Reppū Bakushingā?), conosciuto anche semplicemente come Baxinger o "Cosmo Rangers", è una sere anime di tipo mecha mandata in onda per la prima volta in Giappone tra il 1982-3 su TV Tokyo in 39 episodi; si tratta della seconda opera della trilogia di Super Robot J9, sequel di Bryger e seguita da Sasuraiger.
La storia si ispira agli eventi accaduti durante gli anni Bakumatsu, tra il 1853-67, verso la fine del periodo edo e vede come protagonisti una speciale squadra d polizia del tutto similare a quella dei samurai Shinsengumi. La serie è inedita in Italia.

## Trama
L'azione si svolge sei secoli dopo la distruzione del pianeta Giove e il sistema solare si trova in uno stato di pace apparente sotto il governo dalla mano ferma e decisa dell'organizzazione Bakufu. Tuttavia, l'illegalità vigente in molti di questi territori spaziali richiede l'apporto di un uomo di nome Dan Condo; egli deve organizzare una nuova squadra J9 per lottare contro l'ingiustizia. I cinque membri del team sono dotati di "Cosmobikes" le quali si possono assemblare in un super robot di nome Baxingar.

## Personaggi
- Digo Kondoh, alias Don Condor: dotato della moto "Typhoon".
- Shuteken Radcliff, alias Moroha no Shuteken: dotato della moto "Hurricane".
- Shiro Mahoroba, alias Billy the Shot: dotato della moto "Reppun".
- Samanosuke Dodi, alias Kattobi no Sama: dotato della moto "Cyclone".
- Layla Mineri, alias Fushicho no Layla: dotata della moto "Monsoon".

## Videogiochi
Baxingar è stato descritto nel videogioco Super Robot Wars GC accanto agli altri robot titolari Bryger e Sasuraiger. Le uniche unità nemiche della serie a comparire nel gioco sono la Shin Wakusei Rengu Battleship e il Krauwanka.